# Tenzing Dolma
Pour les articles homonymes, voir Tenzin et Dolma (prénom tibétain).
Tenzing Dolma aussi écrit Tenzin Dolma, (tibétain : བསྟན་འཛིན་སྒྲོལ་མ, Wylie : bstan 'dzin sgrol ma), née le 18 septembre 1970 à Bylakuppe (Inde) est une femme politique tibétaine et la présidente de l'Association des femmes tibétaines depuis le 16 avril 2021.

## Biographie
Issue d'une famille originaire de Gyantsé au Tibet, Tenzing Dolma est née le 18 septembre 1970 à Bylakuppe en Inde. 
Tenzing Dolma a fait ses études à l'école centrale des Tibétains à Bylakuppe en Inde. Mère célibataire, elle se consacre au service de la communauté tibétaine en exil.
En 2005, elle participe à une marche pour la paix à l'occasion de l'anniversaire du 11e panchen-lama, prisonnier politique depuis l'âge de 6 ans, de Pune à Mumbai.
Elle est présidente de l'Association régionale des femmes tibétaines de Bylakuppe de 2012 à 2018.
En 2021, elle est candidate aux élections législatives tibétaines de 2021 le 11 avril pour représenter l'Ü-Tsang et déclare être membre du comité de la Voie médiane (Umaylam), mais n'est pas élue.
Elue à l'exécutif de l'Association des femmes tibétaines de 2018 à 2021, elle en devient présidente le 16 avril 2021,,,.
En 2018, elle participe à une visite de 45 jours dans 25 États de l'Inde pour sensibiliser des dirigeants indiens aux violations des droits de l'homme et de l'environnement au Tibet, de son impact sur les fleuves en Asie.
En 2019, la marche pour la paix pour le 11e panchen-lama est menée sous sa direction de Mysore à Bangalore avec la participation de plus de 200 Tibétains.
Le 1er juillet 2021, Tenzin Dolma prend la parole en tant que présidente de l'Association des femmes tibétaines lors d'une veillée aux chandelles à Dharamsala pour protester contre le 100e anniversaire de la fondation du Parti communiste chinois.
En novembre 2021, en tant que présidente de l'Association des femmes tibétaines, Tenzing Dolma accompagnée de la secrétaire générale Kalsang Doma se rend au Sikkim où elles rencontrent le député (Rajya Sabha) Hishey Lachungpa et doivent rencontrer le député (Lok Sabha) Indra Hang Subba (en) dans le cadre d'une campagne pour soutenir le Tibet.
En février 2023, elle participe à une manifestation à McLeod Ganj dénonçant la collecte massive d'ADN des Tibétains en Chine avec des kits vendus par Thermo Fisher Scientific et co-signe une lettre ouverte à Marc Casper, son directeur général.
Le 8 mai 2023, Tenzing Dolma, conjointement à Kalden Tsomo, chargé de plaidoyer de l'Organisation des Nations unies, et Thinlay Chukki, représentante du Bureau du Tibet à Genève, prononcent une déclaration commune sur le statut des femmes tibétaines au Tibet lors de la 85e session du Comité pour l'élimination de la discrimination à l'égard des femmes (CEDAW) à Genève,. 
Le 17 mai 2023, 28e anniversaire de la disparition du 11e panchen-lama, Tenzing Dolma participe à une manifestation de la communauté tibétaine en Suisse devant l'Office des Nations unies à Genève.